# Lupionópolis
Lupionópolis är en kommun i Brasilien.   Den ligger i delstaten Paraná, i den södra delen av landet, 900 km sydväst om huvudstaden Brasília. Antalet invånare är 4 592.
Trakten runt Lupionópolis består i huvudsak av gräsmarker. Runt Lupionópolis är det ganska tätbefolkat, med 62 invånare per kvadratkilometer.